# (3244) Petronius
(3244) Petronius (4008 P-L) – planetoida z pasa głównego asteroid okrążająca Słońce w ciągu 3,37 lat w średniej odległości 2,24 au. Została odkryta 24 września 1960 roku przez Cornelisa van Houtena, Ingrid van Houten-Groeneveld i Toma Gehrelsa. Nazwa planetoidy została nadana na cześć Petroniusza, rzymskiego pisarza, filozofa i polityka. Planetoida należy do rodziny planetoidy Flora nazywanej też czasem rodziną Ariadne.